# Mocenská rovnováha
Mocenská rovnováha (německy Mächtegleichgewicht) neboli rovnováha sil (anglicky Balance of Power) v mezinárodních vztazích je situace, kdy státy nevedou neomezené války, protože jednotlivé mocnosti nebo jejich koalice mají natolik srovnatelné síly, že vzájemný konflikt by pravděpodobně neskončil snadným vítězstvím žádné strany a očekávaný přínos války by byl pro každého z aktérů menší než její očekávané náklady a rizika. Teorie mocenské rovnováhy vychází z realistického přístupu k mezinárodní politice a název se poprvé objevil v práci Essay on the Balance of Power (Esej o rovnováze sil) Davida Humea.
Teorie rovnováhy sil říká, že jakmile jedna z mocností získá větší sílu, ostatní státy mají dvě hlavní strategické možnosti: buď se v zájmu udržení rovnováhy semknou proti ní (vyvažování, balancing), anebo se naopak přidají na stranu nové velmoci (bandwagoning).